# 加代爾 (路易斯安那州)
加代爾（英語：Gardere）是位於美國路易斯安那州東巴吞魯日堂區的一個普查規定居民點。

## 人口
根據2020年美國人口普查的數據，加代爾的面積為8.60平方千米，當中陸地面積為8.60平方千米，而水域面積為0.00平方千米。當地共有人口13203人，而人口密度為每平方千米1,535.23人。